# Slopestyle
El slopestyle es una disciplina del ski y snowboard freestyle. En este evento deportivo de invierno hay que ejecutar los trucos más técnicos y difíciles posibles alcanzando la mayor altura en los saltos. Es importante y se califica mejor mostrar una gran variedad de trucos antes que realizar el mismo repetidamente. Se comenzaron a celebrar competiciones con el formato de snowboard y a los pocos años se extendió al ski.

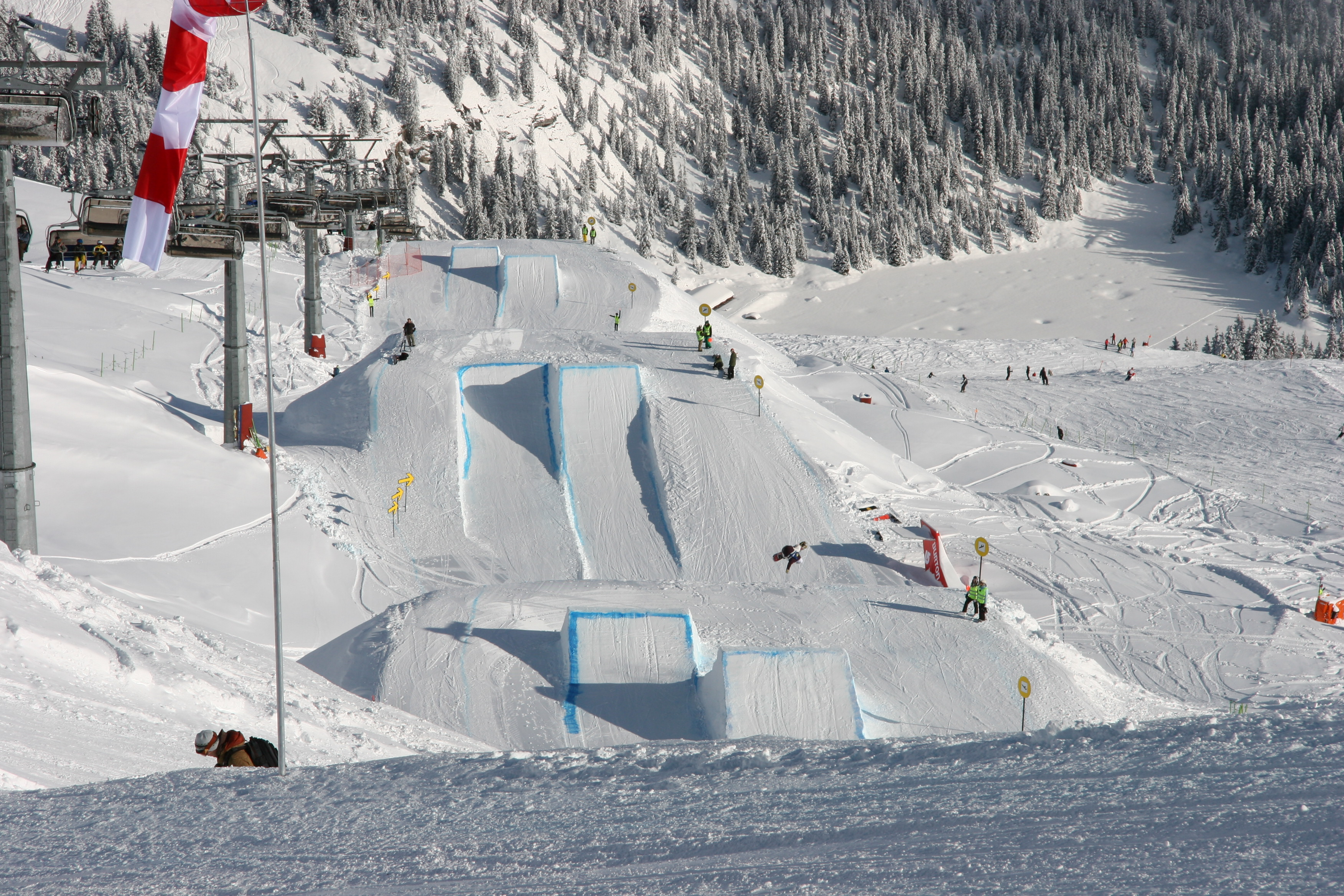
Pista de slopestyle mirando hacia la pendiente.

El slopestyle es uno de los eventos más populares del calendario de los X Games de Invierno. Se convirtió en un deporte olímpico, en ambas formas de ski y snowboard, en los Juegos Olímpicos de Invierno 2014 en Sochi, Rusia. Los primeros campeones olímpicos de slopestyle en la modalidad de ski han sido la canadiense Dara Howell y el estadounidense Joss Christensen. Y en su variante del snowboard han resultado vencedores Jamie Anderson y Sage Kotsenburg, ambos americanos.

## Material
Para el snowboard no hace falta una tabla específica, pero para el ski se necesitan unos esquís de doble espátula. Estos permiten esquiar y recepcionar los saltos de espaldas (switch) sin riesgo de que se te claven las colas en la nieve.

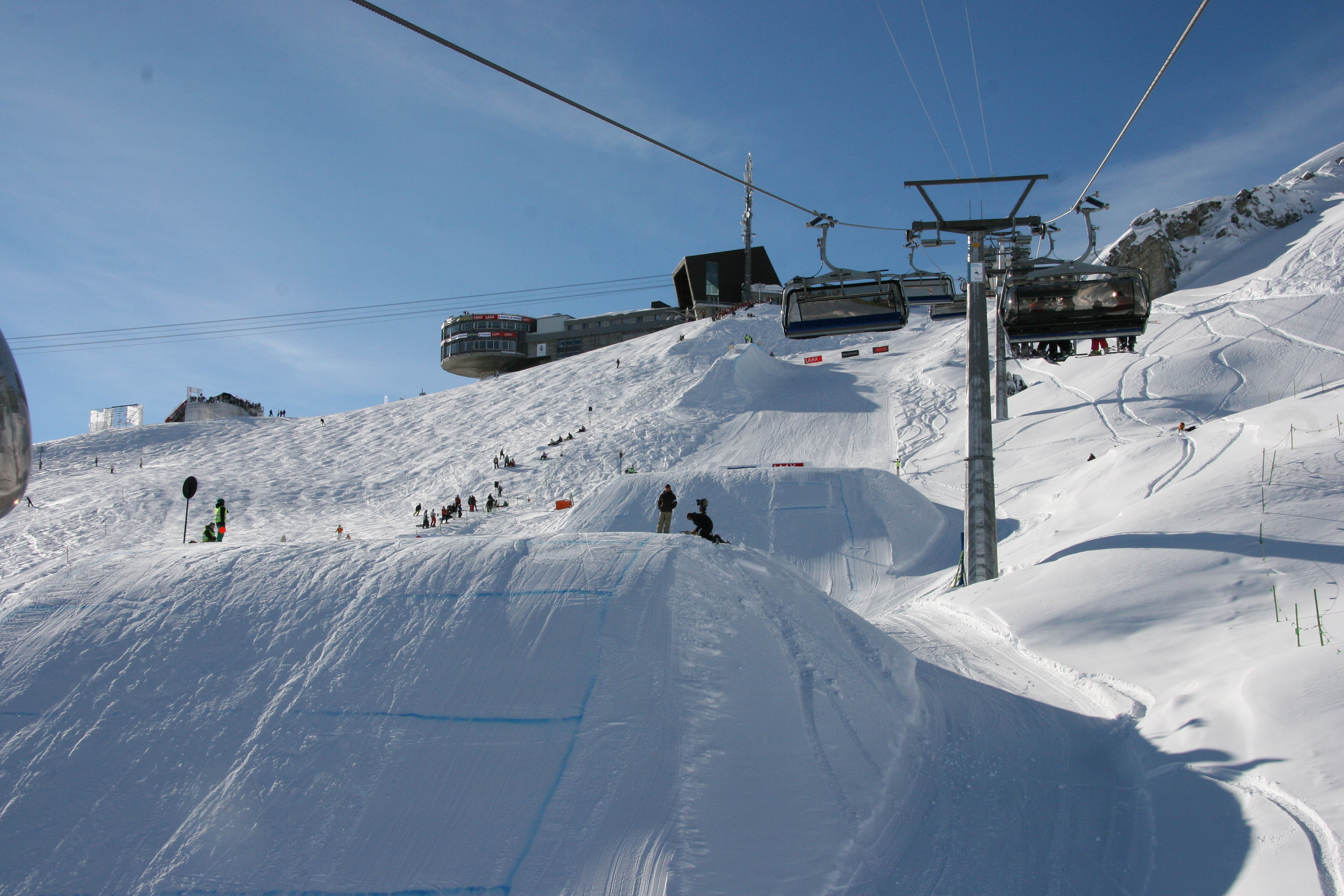
Pista de slopestyle vista desde el telesilla.

## Terreno
El slopestyle se practica en unas pistas especialmente preparadas, se llaman "snowparks" y constan de varios tipos de saltos y demás obstáculos repartidos de forma específica a lo largo del terreno. El objetivo de los riders es aprovechar los saltos y módulos para realizar los mejores trucos posibles en la bajada. El obstáculo más común es el típico salto o "kicker". Estos saltos pueden ser tan grandes o pequeños como se desee, oscilando entre los 6 y 25 de longitud entre la rampa de salida y la recepción. Otros módulos comunes son las barandillas o "jibs" y podemos encontrarlas de todas las formas y tamaños, desde unas rectas y largas hasta con forma de arco iris. Estas barandillas requieren un cuidado especial ya que hay que pulirlas y encerarlas para que a los riders no se les enganchen los cantos de las tablas/skis al entrar en contacto con la otra superficie metálica. Estos obstáculos se usan para realizar trucos en la entrada, durante y en la salida del módulo.

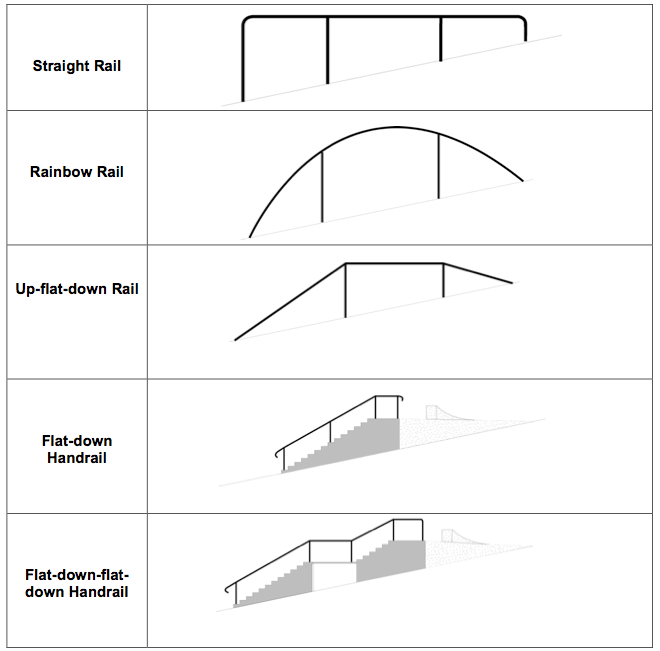
Tipos de barandillas.

## Obstáculos
Un módulo similar a la barandilla es el cajón, que es literalmente una caja de madera o metal cuya superficie está recubierta por un material deslizante, normalmente plástico; esto permite a los riders montarse en el cajón, resbalar sobre él y caer de nuevo a la nieve completando la línea de trucos. Aunque estos son los módulos más habituales en los snowparks, también podemos encontrar obstáculos naturales como pueden ser pequeñas colinas o cornisas y los cajones y barandillas pueden adoptar numerosas formas: línea recta, en bajada-plano-bajada, curvos, con forma de arcoíris, con una bifurcación al final, finos, delgados, etc. También podemos encontrar cajones en forma de mesa de pícnic, con una base amplia deslizante y asientos a los lados. Un módulo muy interesante son los "wallrides", que son básicamente paredes casi verticales para deslizar sobre ellas y realizar trucos de todo tipo.